# El día por delante (programa de televisión de 1989)
El día por delante fue un programa de televisión español emitido por La 1 de Televisión Española en la temporada 1989-1990.

## Formato
Con presentación de Pepe Navarro, se trataba de un magazine matinal diario (de lunes a viernes), que venía a ocupar el hueco dejado por el clásico Por la mañana de Jesús Hermida y que incluía entrevistas, concursos, series (Santa Barbara, El derecho de amar), piezas de teatro (Desayuno con los Monzón) y actuaciones musicales. Todo ello con elevadas dosis de humor e ironía.
El programa anticipaba ya los elementos y espíritu de lo que pocos años después se convertiría en el mayor éxito de la carrera televisiva de Navarro: El late-night Esta noche cruzamos el Mississippi. Así, uno de los elementos esenciales de El día por delante descansaba en las parodias y sketches encarnados por un grupo de actores cómicos, entre los que se incluía Santiago Urrialde, que más tarde repetiría junto a Navarro en Esta noche..., además de otros posteriormente famosos como Santi Millán, entonces integrado en el grupo La Cubana que colaboraba asiduamente en el programa.
El espacio supuso también el debut en televisión del entonces joven desconocido Javier Bardem, encarnando diferentes papeles en sketches humorísticos.
Finalmente, se contaba con la colaboración de Isabel Serrano en la presentación de los concursos.
La emisión se prolongó hasta marzo de 1990 y se mantuvo una audiencia de dos millones de espectadores diarios. La no renovación se produjo por falta de acuerdo entre Navarro y TVE en cuanto a las condiciones contractuales y fue sustituido por el programa En buena hora con Joaquín Arozamena.

## Polémica
La emisión del día 10 de noviembre de 1989 suscitó una enorme polémica entre algunos medios conservadores, que alcanzó incluso el Consejo de Administración de RTVE. En esa fecha se retransmitió un estriptis masculino que se desarrolló entre el público asistente al plató, calificado de chabacano y de mal gusto por consejeros tanto socialitas como populares y que derivó en la propuesta del entonces director general de RTVE, Luis Solana, de redactar unas normas de estilo que impidan la retransmisión de ciertos contenidos en horario infantil.

## Premios y nominaciones
- TP de Oro (1989): Mejor presentador, Pepe Navarro.